# のんやほ節
のんやほ節（のんやほぶし）は、江戸時代、元禄年間（1688年-1704年）の流行歌である。主として上方（大坂・京都地方）で流行した。『松の葉』巻3に見える。歌詞は「晩にござらば肥後鉈差いてござれ、晩にや梅の木の枝おろそ、のんやほ、のんやほ、のんやほ、肥後鉈差いてござれ、晩にや梅の木の枝おろそ、のんやほ」。
なお、『落葉集』巻4には、「のんやほほ踊」という二上りの歌が見えるが、「のんやほ節」を取り入れたものであろうという。